# HS Hors Service
 (août 2024).
Pour plus de détails, voir Fiche technique et Distribution.
HS Hors Service est une comédie française de Jean-Paul Lilienfeld sortie en 2001.

## Synopsis
Ils sont cinq tueurs à gages : Francis (Lambert Wilson) - homosexuel et chef de l'équipe -, Louis (François Berléand) - le parano -, Victor (Stéphan Guérin-Tillié) - l'accro aux séries télé -, M'sieur (Loránt Deutsch) - fan de tamagotchi -, et Marchand (Dieudonné) - dont la femme est la seule certitude. Cette dernière le croit représentant en chaussures ; jusqu'au jour où elle découvre la vérité. Une discussion plus qu'orageuse suit, au cours de laquelle il lui balance un coup de poing d'une telle force qu'elle tombe dans le coma. Marchand est effondré. Il acquiert la conviction que, s'il se rachète, elle se réveillera. Il décide non seulement de raccrocher, mais encore de sauver ses hypothétiques victimes.

## Fiche technique
- Titre : HS Hors Service
- Titre de travail : HS Le rédempteur
- Réalisation : Jean-Paul Lilienfeld, d'après les romans d'Alain Gagnol M'sieur et Les lumières du frigo
- Producteurs : Eric Altmayer, Nicolas Altmayer et Eric Heumann
- Productrice déléguée : Catherine Burniaux (Banana Films)
- Coproducteur : Nicolas Vannier
- Sociétés de production : Gefilte Films, Mandarin Films, Orly Films, France 3 Cinéma et Paradis Films
- Soutiens à la production : Canal+, Cofimage 12 et Sofinergie 5
- Directrice de production : Françoise Vercheval
- Société de distribution : Océan Films ( France)
- Photographie : Philippe Guibert
- Maquillages : Nancy Baudoux
- Coiffures : Antonella Prestigiacomo
- Casting : Gerda Diddens
- Chef décoratrice : Frédérique Belvaux
- Supervision musicale : Jean-Christophe Bourgeois
- Décors : Florence Vercheval
- Costumes : Agnès Dubois, Brigitte Nierhaus et Michèle Pezzin
- Cascades : Patrick Médioni, Francis Bataille, Gilbert Bataille et Alexandrine Roux
- Lieux de tournage[1] : Bruxelles-Capitale / Watermael-Boitsfort : Cité jardin Le Logis, place Keim, Ecole des Cèdres, rue du Gruyer, Rue des Thuyas, Rue des Epicéas et Quincaillerie Vander Eycken, Rue du Viaduc (Bruxelles) ; source générique : Rebecq, Ittre et Ecaussinnes
- Pays de production :  France et  Belgique
- Budget : 3.99M€[2]
- Pellicule : Kodak
- Matériel de prises de vues : Groupe TSF
- Postproduction : Laboratoires GTC
- Banques : B.N.P Audiovisuel et Coficiné
- Son : Dolby Digital
- Langue : français
- Genre : comédie, action
- Durée : 95 minutes
- Format : couleur
- Attaché de presse : Dominique Segall
- Visa d'exploitation n°100 270
- Box-office France : 139 219 entrées
- Box-office suisse : 1 417 entrées[3]

## Distribution
(août 2024).
- Dieudonné : Marchand
- Loránt Deutsch : M'sieur
- François Berléand : Louis
- Jackie Berroyer : Ifergan
- Lambert Wilson : Francis
- Stéphan Guérin-Tillié : Victor
- Claudia Gerini : Hélène
- Catherine Mouchet : La comptable
- Olivier Sitruk : L'homme au chien
- Éric De Staercke : L'interne
- Olivier Brocheriou : Flic 1
- Olivier Massart : Gendarme 1
- Vincent Lecuyer : Brancardier
- Pascal Leguennec : Le quincailler
- Sandrine Laroche : La fille de la boîte
- Ingrid Heiderscheidt : L'infirmière
- Lætitia Reva : La voisine de lit
- Danielle Rocca : La vieille dame
- Pascal De Decker : Ado violent 1
- Denis Carpentier : Ado violent 2
- Jean-François Jacobs : Ado violent 3
- Quentin Marteau : Ado violent 4
- David Quertigniez : Le père énervé
- Emma Lilienfeld : Petite fille 1
- Ethel Lilienfeld : Petite fille 2
- Salomé Lilienfeld : Petite fille 3
- Olivier Delattre : Flic 2
- Emmanuelle Bonmariage : Infirmière urgences
- Serge Hayat : Conducteur
- Annick Vellut : Femme enceinte
- Christine Henkart : Femme de Louis
- Agnès Orlandini : Femme de l'homme au chien
- Alain Pieret : Secrétaire

## Musique du film
La bande originale du film comporte trois titres du groupe Big Soul.